# 오사카 국제 여자 마라톤
오사카 국제 마라톤(일본어: 大阪国際女子マラソン)은 매년 1월 일본 오사카에서 열리는 국제 마라톤 대회이다. 1회에서 3회 대회까지는 오사카 여자 마라톤이란 대회명으로 치러지다가 1985년 제4회 대회부터 오사카 국제 여자 마라톤으로 바뀌어 열리고 있다. 1995년 제14회 대회는 개최 직전 발생한 한신·아와지 대지진 때문에 열리지 못했다.